# Lance Gross
Lance Gross est un acteur américain né le 8 juillet 1981 à Oakland (Californie). 

## Biographie
Lance Gross est né le 8 juillet 1981 à Oakland en Californie. Plus tard, il déménage à Las Vegas dans le Nevada pour aller étudier à Bonanza High School. 
À Bonanza High School, Lance était un athlète au football et en athlétisme. Il était toujours populaire. Il a étudié ensuite à l'Université Howard, où il a refusé la possibilité de devenir un athlète professionnel afin de poursuivre son rêve de devenir acteur. Il a obtenu le Bachelor of Arts en théâtre. Il a ensuite été formé à l’Ivanna Chubbuck Studio ainsi qu'au Tasha Smith Acting Studio.

## Carrière
Lance Gross commence sa carrière par du mannequinat pour Karl Kani et apparaît dans les clips de plusieurs artistes telles que Mary J. Blige, Rihanna et Mariah Carey.
En 2006, il joue des petits rôles dans les sitcoms Eve et The Bernie Mac Show Alors qu'il jouait au Tasha Smith Acting Studio, il fut découvert par Tyler Perry qui venait voir une classe de nuit. Il a obtenu le rôle de Calvin Payne dans la nouvelle sitcom de Tyler Perry, Tyler Perry's House of Payne. Il joue le rôle d'un jeune professionnel qui a fréquenté le collège pendant 7 ans. Grâce à ce rôle, il a gagné 4 NAACP Image Awards pour le meilleur second rôle dans une série comique. 
En 2008, il fait ses débuts au cinéma dans la comédie romantique Meet the Browns. Sa prochaine grande apparition au cinéma est dans La Guerre des pères en 2010 aux côtés, notamment, de America Ferrera et dans lequel ils jouent un jeune couple récemment fiancés et dont les préparatifs du mariage sont perturbés par leurs familles respectives. 
En 2012,  il joue dans le film indépendant The Last Fall qui raconte l'histoire d'un joueur de NFL à la retraite face aux difficultés financières et familiales. 
En 2014, il joue un des rôles principaux dans la série Crisis aux côtés Rachael Taylor, Dermot Mulroney et Gillian Anderson. Malheureusement, la série s'arrête au bout de seulement une saison.
En 2015, dans Grey's Anatomy, il joue le rôle secondaire d'Ethan. 

## Vie privée
Lance Gross était auparavant fiancé à Eva Marcille. Ils se sont séparés en Mars 2010, quelques mois avant leur mariage prévu en juillet 2010. 
Il s'est marié avec la styliste Rebecca Jefferson le 23 mai 2015.

## Filmographie

### Cinéma
- 2006 : Changing Blossoms : Tony Gene
- 2008 : Tyler Perry's Meet the Browns : Michael Brown
- 2010 : La Guerre des pères : Marcus Boyd
- 2012 : The Last Fall : Kyle Bishop
- 2013 : Tentation : Confession d'une femme mariée : Brice
- 2017 : Deuces : Jason Foster (En Production)

### Télévision
- 2006 : Eve : Un membre de la chorale (3x15)
- 2006 : The Bernie Mac Show : Krumper #1
- 2007 - 2012 : Tyler Perry's House of Payne : Calvin Payne
- 2012 : Steel Magnolias : Sammy Desoto (Téléfilm)
- 2012 : The Finder : Frank Haywood
- 2012 : Royal Pains : Dr. London
- 2013 : Dice City : Derek
- 2013 : Sleepy Hollow : Daniel Reynolds (17 épisodes)[6]
- 2014 : Crisis : Agent des Services Secrets Marcus Finley
- 2015 : Grey's Anatomy : Ethan (11x15/11x19)
- 2015 : Warrior : Agent Golden (Téléfilm)
- depuis 2017 : Star : Maurice Jetter
- 2018: Mac Gyver: Billy Colton
- 2020: Hawaii 5-0 (série télévisée): Lincoln Cole (10x21/10x22)